# Kawthar

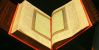
Il Corano, libro sacro dei musulmani.

Kawthar (in arabo ﻛﻮﺛﺮ‎?) è il nome di uno dei fiumi (anḥār) che, nell'escatologia islamica, si crede scorrano nel paradiso islamico, scaturiti da una misteriosa "fonte" (ʿayn) o "fonte vivente"(ʿayn jāriya). Essi sono composti da latte.
Un'altra fonte (ma, secondo alcuni esegeti (mufassirūn), un altro fiume) è il Salsabīl.
La credenza si basa sulla sura CVIII, composta di soli 3 versetti, e che quindi risulta essere la più breve sure del testo sacro islamico, e che Theodor Nöldeke, nel suo Geschichte des Qorans, riteneva essere una delle primissime a essere rivelate a Maometto.
(Trad. di A. Bausani)
Il nome significa "abbondanza" oltre che "bontà".